# Bushman
Bushman, pseudonimo di Dwight Duncan,  (Giamaica, 1973), è un cantante giamaicano.

## Discografia
- 1996 - Bushman
- 1997 - Nyah Man Chant - (VP Records)
- 1999 - Total Commitment - Greensleeves Records)
- 2000 - A Better Place - (Artists Only)
- 2001 - Higher Ground - (Greensleeves Records)
- 2001 - Live At Opera House Toronto
- 2002 - Toe 2 Toe - (con Luciano)
- 2003 - My Meditation - (Charm Records)
- 2004 - Signs - (VP Records)
- 2008 - Get It In Your Mind - (Burning Bushes Music)
- 2009 - Most Wanted - (Greensleeves Records)
- 2011 - Sings the Bush Doctor - (VP Records)